# Viliam Turský
Viliam Turský (* 20. října 1954 Turie, Československo) je slovenský politik, člen strany SNS. V roce 2009 působil ve funkci ministra životního prostředí Slovenské republiky.

## Život
Vystudoval Lesnickou fakultu Vysoké školy lesnictví a dřevařství ve Zvoleně. Od roku 1980 působil v Žilině jako technolog v Lesním závodě Žilina. Politicky se začal angažovat již v roce 1987. V roce 1991 se ve zmíněném lesnickém závodě stal vedoucím oddělení příprav výroby a privatizace. V letech 1992–2005 působil jako vedoucí lesní správy Kunerad. Od roku 2006 působil jako státní tajemník na ministerstvu zemědělství.
Dne 20. května nastoupil po odvolaném Jánu Chrbetovi do funkce ministra životního prostředí v první vládě Roberta Fica. Jeho předchůdce Chrbet byl premiérem odvolán z důvodu údajného nevýhodného prodeje emisních limitů. On sám byl z funkce na podnět předsedy vlády 28. srpna stejného roku odvolán. Důvodem byla kritika sporného výběrového řízení na odstranění popílku z odkališť teplárenských společností za 85 milionů eur (téměř 2,6 miliardy Kč), které provedla firma podřízená ministerstvu. Byl tak v pořadí již třetím ministrem životního prostředí, který v kabinetu v tomto volebním období skončil. Turského nominovala SNS, které resort životního prostředí připadl po volbách v roce 2006, dalšího ministra však již následně jmenoval SMER.